# Tmarus cameliformis
Tmarus cameliformis är en spindelart som beskrevs av Jacques Millot 1942. Tmarus cameliformis ingår i släktet Tmarus och familjen krabbspindlar. Inga underarter finns listade i Catalogue of Life.